# Pallacanestro Patti 2007-2008
La stagione 2007-2008 dello Pallacanestro Patti è stata la settima e ultima disputata in Serie B d'Eccellenza.
Sponsorizzata dalla Confcommercio, la società messinese si è classificata all'undicesimo posto del Girone B e si è salvata al secondo turno dei play-out contro Gragnano.

## Rosa
| Giocatori |
| --------- |

| N° | Naz.              | Ruolo | Sportivo           | Anno | Alt. |  |
| -- | ----------------- | ----- | ------------------ | ---- | ---- |  |
| 4  | Italia (bandiera) | P     | Tindaro Gullo      | 1986 | 186  |  |
| 5  | Italia (bandiera) | PG    | Omar Pittari       | 1987 | 187  |  |
| 6  | Italia (bandiera) | PG    | Federico Gilardi   | 1979 | 190  |  |
| 7  | Italia (bandiera) | C     | Andrea Gjinaj      | 1986 | 207  |  |
| 8  | Italia (bandiera) | G     | Carmelo Ettaro     | 1990 | 188  |  |
| 9  | Italia (bandiera) | G     | Pablo Casella      | 1988 | 187  |  |
| 10 | Italia (bandiera) | A     | Ivan Riva          | 1983 | 201  |  |
| 11 | Italia (bandiera) | G     | Marco Busco        | 1988 | 188  |  |
| 12 | Italia (bandiera) | AG    | Martín Caruso      | 1978 | 201  |  |
| 14 | Italia (bandiera) | A     | Nelson Rizzitiello | 1984 | 198  |  |
| 18 | Italia (bandiera) | C     | Aleksandar Dacic   | 1980 | 208  |  |
| 20 | Italia (bandiera) | AG    | Giacomo Sereni     | 1984 | 198  |  |

| Staff tecnico                                            |
| -------------------------------------------------------- |
| Allenatore: Giuseppe Sidoti                              |
| Medico sociale: Antonio Faranda                          |
| Massaggiatore e preparatore atletico: Francesco Pichilli |
| Fisioterapista: Calogero Addamo                          |

| Giocatori acquisiti a stagione in corso |
| --------------------------------------- |

| N° | Naz. | Ruolo | Sportivo | Anno | Alt. |  |
| -- | ---- | ----- | -------- | ---- | ---- |  |

| Giocatori ceduti a stagione in corso |
| ------------------------------------ |

| N° | Naz. | Ruolo | Sportivo | Anno | Alt. |  |
| -- | ---- | ----- | -------- | ---- | ---- |  |

Dettagli giocatori su LegaPallacanestro.it

## Dirigenza
- Presidente: Giuseppe Tumeo
- Vicepresidente: Carmelo Galipò
- Addetto stampa: Giuseppe Moroso
- Segretario e addetto statistiche: Vito Novello
- Amministratore delegato: Ignazio Natoli
- Dirigente responsabile: Roberto Corona
- Team manager: Angelo Busco
- Addetto agli arbitri: Natalino Di Dio Masa